# Христианский экзистенциализм
Христианский экзистенциализм — это теологическое и философское движение, которое использует экзистенциалистский подход к христианскому богословию. Школа мысли часто восходит к работам датского философа и теолога Сёрена Кьеркегора (1813—1855).
Экзистенциальный подход к христианскому богословию имеет долгую и разнообразную историю, включая Августина, Аквинского, Паскаля и Маритаина.

## Кьеркегоровский подход

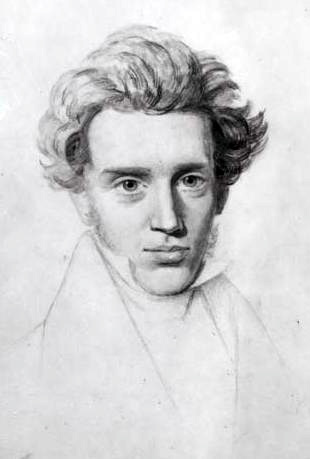
Сёрен Кьеркегор

Христианский экзистенциализм опирается на понимание христианства Кьеркегором. Кьеркегор утверждал, что вселенная в основном парадоксальна, и что ее величайший парадокс — трансцендентный союз Бога и людей в лице Иисуса Христа. Он также утверждал, что имел личные отношения с Богом, которые заменяют все предписанные морали, социальные структуры и общественные нормы так как он утверждал, что следование социальным соглашениям по сути является личным эстетическим выбором, сделанным людьми.
Кьеркегор предположил, что каждый человек должен сделать независимый выбор, который затем составляет его существование. Каждый человек страдает от нерешительности (сознательно или неосознанно) до тех пор, пока он не сделает определенный выбор способа жизни. Кьеркегор также предложил три метода, с помощью которых можно понять условия, вытекающие из различных жизненных выборов: эстетический, этический и религиозный.

## Представители
Среди авторов, близких к христианскому экзистенциализму, называли следующих:
- Карл Барт
- Руй Белу
- Николай Бердяев
- Рудольф Бультман
- Юозас Гирнюс
- Фёдор Достоевский
- Габриэль Марсель
- Антанас Мацейна
- Эммануэль Мунье
- Ролло Мэй
- Рейнгольд Нибур
- Пауль Тиллих
- Мигель де Унамуно
- Лев Шестов
- Карл Ясперс